# Heřman I. Bádenský
Blahoslavený Heřman I. Bádenský (německy Hermann I. von Baden, alsasky Hermann I. vu Bade, 1040? – 25. dubna 1074 Cluny) byl hrabě z Breisgau a veronský markrabě. Je považován za zakladatele linie bádenských markrabat.

## Život
Narodil se jako nejstarší syn Bertolda ze Zähringenu. Roku 1073 se znechucen válečným sporem vzdal světských titulů a vstoupil jako laický bratr do kláštera v Cluny. Zemřel o rok později v pověsti svatosti a dočkal se blahořečení. Katolíci si jej připomínají 25. dubna.